# Pinacosaurus
Pinacosaurus är ett släkte medelstora ankylosaurier som levde för omkring 75 - 80 miljoner år sedan i nuvarande Mongoliet och Kina.